# São Bartolomeu (Santarém)
São Bartolomeu, também conhecida como São Bartolomeu do Alfange, era uma antiga freguesia de Santarém, situada na zona baixa da cidade, mais propriamente no bairro do Alfange. Esta paróquia, fundada no século XIII, foi extinta e incorporada na de São João Evangelista nos finais do século XVII. A igreja paroquial, também conhecida como Igreja dos Cavaleiros e da qual já não restam vestígios, pertencia segundo a tradição à Ordem de São Miguel da Ala. Actualmente, o seu antigo território faz parte da freguesia de Marvila.